# U/CHOO
U/CHOO（ユーチュー）は、宇野実彩子（AAA）企画・製作・監修による日本の化粧品・ブランド。

## 沿革
2021年12月21日、商品ブランディング・プロデュース会社Direct Tech運営の『U/CHOO』ECサイトが公開。
2022年1月22日、アイシャドー「GLAM EYE SHADOW」、リップティント「WONDER LIP TINT」、グリッター「WOW EYE GLITTER」からなる第1弾『U/CHOO』の『1st collection』が登場。
2022年8月19日、新色「GLAM EYE SHADOW」・「WONDER LIP TINT」からなる第2弾『NEW COLOR DEBUT』が登場。
2022年11月11日、リップバーム（リップクリーム）からなる第3弾『YES! LIP DEBUT』が登場。
2023年1月26日、第4弾『PLUMP PLUMPER DEBUT』が登場。
2024年4月19日、新色「GLAM EYE SHADOW」・「WONDER LIP TINT」からなる第5弾が登場。
2024年7月17日、ハイライター「MULTI GLOW HIGHLITER」からなる第6弾が登場。
2025年4月16日、公式サイトで同年4月31日をもって販売終了することが発表。

## 特徴
- 宇野実彩子がアーティスト活動において、メイクアップアーティストからの化粧を受けてきた経験に基づき、自身の舞台上で適しており、汗をかく状況でメイクが崩れにくいことを特徴として開発[2]。
- ブランドのスローガン（コンセプト）は「いつだってPLAYFUL（楽しん）でカワイイが好き」[2]。
- 第1弾から第3弾までは、デザインやコンサルティング・ファーム『アナイスカンパニー』が宇野と協働していた[3]。第4弾以降は、宇野が単独担当していた[7]。

## 実績
- 第一弾『U/CHOO 1st collection』の初週売上は約20万個[10]。2022年5月31日、累計売上は約40万個となった[11]。4か月間の推定売上高は、約6.36億 - 20億円[注 2]。
- アイテム『グラム アイ シャドウ』の「ピンクベリーニ」が2022年10月21日に晋遊舎より刊行されたコスメ批評誌『LDK the Beauty』（2022年12月号）にて、アイ シャドウ部門「A評価」を受賞[12]。

## 出展
- ロフト コスメフェスティバル 2022 SS -1st-（2002年3月5日 - 4月16日）[13][14][15]
- ロフト コスメフェスティバル 2022 SS -2nd-（2022年4月16日 - 5月29日）[13]
- ロフト コスメフェスティバル 2022 AW -1st-（2022年9月3日 - 10月14日）[16]
- ロフト コスメフェスティバル 2022 AW -2nd-（2022年10月15日 - 11月25日）[16]

## メディア掲載
- ナタリー[17]
- FASHIONSNAP[18]
- オリコン[19]
- isuta（PR TIMES）[20]
- MAQUIA[21]
- Lovely（Dolphin）[22]
- sweet[23]
- GINGER[24]
- WWDJAPAN（INFASパブリケーションズ）[25]
- itSnapマガジン（STYLICTION）[26]
- LDK the Beauty[27][28]
- LAURIER PRESS（Excite）[29]

## 著名人愛用
- 石川翔鈴[30]
- 江野沢愛美[31]
- 佐久間乃愛[32]
- 吉田朱里[33]

## 店舗

### ECサイト
- U/CHOO
- Qoo10[34]

### PLAZA（プラザ）
- PLAZA梅田ヘップファイブ店[35][36]
- PLAZAルミネ横浜店[35][36]
- PLAZAルミネ大宮店[35][36]
- PLAZAルミネ新宿店[35][36]
- PLAZAアミュプラザ小倉店[35][36]
- PLAZA横浜ジョイナス店[35][36]
- PLAZAイオンモール堺北花田店[35][36]
- PLAZA柏髙島屋ステーションモール店[35][36]
- PLAZA大船ルミネウィング店[35][36]
- PLAZAルミネエスト新宿店[35][36]
- PLAZAルミネ立川店[35][36]
- PLAZAウィング上大岡店[35][36]
- PLAZAアトレ川崎店[35][36]
- PLAZAルミネ町田店[35][36]
- PLAZAららぽーとTOKYO-BAY店[35][36]
- PLAZAルミネ北千住店[35][36]
- PLAZA札幌ステラプレイス店[35][36]
- PLAZAラスカ小田原店[35][36]
- PLAZAルミネ池袋店[35][36]
- PLAZAイオンモールむさし村山店[35][36]
- PLAZA三井アウトレットパーク 入間店[35][36]
- PLAZACuddlesome越谷イオンレイクタウン店[35][36]
- PLAZAたまプラーザテラス店[35][36]
- PLAZAアトレ吉祥寺店[35][36]
- PLAZAルクア大阪店[35][36]
- PLAZA上野マルイ店[35][36]
- PLAZAIiasつくば店[35][36]
- PLAZAららぽーと富士見店[35][36]
- PLAZAペリエ千葉店[35][36]
- PLAZA東京店[35][36]

### LoFt（ロフト）
- 池袋ロフト[35][36]
- 渋谷ロフト[35][36]
- 梅田ロフト[35][36]
- 吉祥寺ロフト[35][36]
- 横浜ロフト[35][36]
- 仙台ロフト[35][36]
- 千葉ロフト[35][36]
- 新潟ロフト[35][36]
- 京都ロフト[35][36]
- 二子玉川ロフト[35][36]
- 千里バンパクロフト[35][36]
- 鹿児島ロフト[35][36]
- 町田ロフト[35][36]
- 川崎ロフト[35][36]
- 銀座ロフト[35][36]
- 天神ロフト[35][36]
- 流山ロフト[35][36]
- 小倉ロフト[35][36]
- 大阪和泉ロフト[35][36]
- 海老名ロフト[35][36]
- 宇都宮ロフト[35][36]
- 辻堂ロフト[35][36]
- 伊勢崎ロフト[35][36]
- 神戸ロフト[35][36]
- 広島ロフト[35][36]
- コスメロフトイクスピアリ店[35][36]
- 岐阜ロフト
- 名駅ロフト[35][36]
- 栄ロフト[35][36]

### @cosme （アットコスメ）
- ＠cosme STORE ルミネ横浜店[35]
- ＠cosme STORE 池袋サンシャインシティ店[36]
- ＠cosme OSAKA[35][36]
- @cosme TOKYO[35][36]

### 他の取り扱い店
- アインズ＆トルペ[37]
- イッツデモ[37]
- インキューブ[37]
- エピソード[37]
- カラーフィールド[37]
- 京王アートマン[37]
- シャンブル[37]
- ショップイン[37]
- 東急ハンズ[37]
- ピュマージ[37]
- ローズマリー[37]
- ワンズマックス[37]
- TSUTAYA[37]

## キャンペーン
- U/CHOO×マルイ（丸井）「エポスカード  10%OFF CAMPAIGN」（2022年3月12日 - 3月27日）[38]
- U/CHOO バス停留所広告「#宇野ちゃんを探せ」（2022年10月10日 - 10月23日）[39]
  - HINT① Tokyo：渋谷・新宿・恵比寿・高田馬場駅[40]
  - HINT② Osaka：桜橋・千日前通駅[41]
  - HINT③ Nagoya：栄・広小路・名古屋駅[42]
  - HINT④ 福岡：天神駅[43]
  - HINT⑤ 札幌：すすきの・南駅[44]
- U/CHOO Twitter・Instagram『#教えて宇野ちゃん』（2022年11月4日 - 11月11日）[45]
- U/CHOO「2nd anniversary 10%OFFキャンペーン」（2024年1月26日 - 2月2日）[46]
- U/CHOO「オリジナルノベルティプレゼントキャンペーン」[47]
  - ランダムでサイン入りが当たる、宇野実彩子トレーディングカードをプレゼント（2024年4月12日 - 5月18日）：PLAZA・＠cosme STORE ルミネ横浜店、＠cosme OSAKA
  - サイン入りツアーグッズが当たるWチャンスキャンペーン（2024年4月12日 - 5月25日）
  - 宇野実彩子オリジナルカードミラーをプレゼント（2024年4月12日 - 5月18日）：ロフト・PLAZA
- U/CHOO×Qoo10「メガ割限定EVENT」
  - 2023年3月1日 - 3月12日[48]
  - 2023年6月1日 - 6月12日[49]
  - 2023年9月1日 - 9月12日[50]
  - 2023年11月12日 - 12月3日[51]
  - 2024年3月1日 - 3月12日[52]
  - 2024年6月1日 - 6月12日[53]
- seresa(@SE827O_O)×U/CHOO 「seresa割限定」（2023年6月1日 - 6月12日）[54]

## 月間U/CHOO新聞
- 4月号（2024年4月8日）[55]
- 5月号（2024年5月10日）[56]
- 6月号（2024年6月7日）[57]
- 7月号（2024年7月8日）[58]
- 8月号（2024年8月8日）[59]
- 9月号（2024年9月8日）[60]
- 10月号（2024年10月11日）[61]

## 起用モデル
- 「NEW COLOR PINK BELLINI SET」・「NEW COLOR MILKY & CARAMEL COCO SET」
  - （不明A）
- 「休日メイク」・「女子会メイク」
  - （不明B）
- 「テーマパークメイク」・「ピクニックメイク」・「フェスメイク」・「夏の海メイク」
  - （不明C）
- Instagramライブ（2022年11月11日）
  - 横田彩夏（Direct Tech執行役員、ミス大妻女子大学2014グランプリ）など3人

## 起用曲
※全て宇野実彩子自身が出演
CM・トップ動画
- 『U/CHOO 2022 1st collection』（曲名不明、宇野実彩子プロデュースEDM曲）
- 『U/CHOO 2022 New Color』
- 『U/CHOO 2022 YES! LIP DEBU』（曲名不明、宇野実彩子プロデュースEDM曲）

突撃宇野ちゃん!!
化粧のvlog・チュートリアルシリーズ
- 1-14回（曲名不明）
- 15-16回（clover music『また明日』）
- 17-18回（こばっと（Kobat）『Sunny』）